# Демерон, Тэд
Тэдли Эвинг Пик «Тэд» Демерон (21 февраля 1917 — 8 марта 1965) — американский джазмен-пианист, композитор и аранжировщик. Саксофонист Декстер Гордон назвал Демерона «романтиком бибопа», а джазовый критик Скотт Янов писал, что Демерон был «самым выдающимся музыкантом эры бибопа».

## Биография
Родившийся в Кливленде (штат Огайо) Демерон был наиболее влиятельным аранжировщиком эры бибопа, вместе с тем он писал композиции и в стилях свинг и хард-боп. В бэндах, с которыми сотрудничал Демерон, играли такие известные джазмены, как Каунт Бэйси, Арти Шоу, Джимми Лансфорд, Диззи Гиллеспи, Билли Экстайн и Сара Вон. Он в соавторстве с поэтом Карлом Сигменом создал композицию If You Could See Me Now для Сары Вон, ставшую её фирменной песней. По словам самого композитора, наибольшее влияние на него оказали Джордж Гершвин и Дюк Эллингтон.
В конце 1940-х годов Демерон писал аранжировки для ансамбля Диззи Гиллеспи, который впервые исполнил его крупномасштабную оркестровую пьесу Soulphony в Карнеги-холле в 1948. В том же году Демерон возглавил собственный коллектив в Нью-Йорке, в который вошёл Фэтс Наварро; тогда же он выступил на фестивале Paris Jazz Fair в дуэте с Майлзом Дейвисом. После 1961 года Демерон сотрудничал с Милтом Джексоном, Сонни Ститтом и Блу Митчеллом.
Также, Тэд Демерон сотрудничал с ритм-н-блюзменом Баллом Мусом Джексоном. Тогда же с Джексоном играл и Бенни Голсон, позже ставший известным джазовым композитором, который отзывался о Демероне как о джазмене, чьё влияние в наибольшей степени определило его собственный стиль. Демерон является автором нескольких композиций, ставших джазовыми стандартами, в частности «Hot House», «Our Delight», «Good Bait» (сочинена для Каунта Бэйси) и «Lady Bird». Бэнды, в которых он играл, включали таких известных солистов, как Фэтс Наварро, Майлс Дейвис, Декстер Гордон, Сонни Ролинз и Уорделл Грей.
После создания очередного бэнда вместе с Клиффордом Брауном в 1953 году Демерон попал в зависимость от наркотиков, что и привело к скоропостижному концу его карьеры. Несколько лет (1959—1961) он провел в федеральной тюрьме в Лексингтоне, штат Кентукки. Демерон болел раком и перенёс несколько сердечных приступов. Он умер от рака в 1965 году в возрасте 48 лет.

## Память
Многие музыканты посвящали Демерону свои произведения:
- В 1975 году пианист Барри Харрис записал альбом Barry Harris Plays Tadd Dameron.
- В 1980-х Филли Джо Джонс, ударник Квинтета Майлза Дейвиса, и трубач Дон Сиклер основали ансамбль Dameronia, названный так в память о Демероне[6].
- В 1982 году Слайд Хэмптон, Рон Картер, Джимми Хэс, Арт Тейлор и Кенни Бартон записали позже переизданную на CD пластинку, содержащую композиции, созданный Демероном, под названием Continuum : Mad About Tadd: The Music of Tadd Dameron.
- В 2007 году пианист Ричард «Тугоухий» Хаммер записал альбом Look Stop and Listen: The Music of Tadd Dameron.

## Дискография

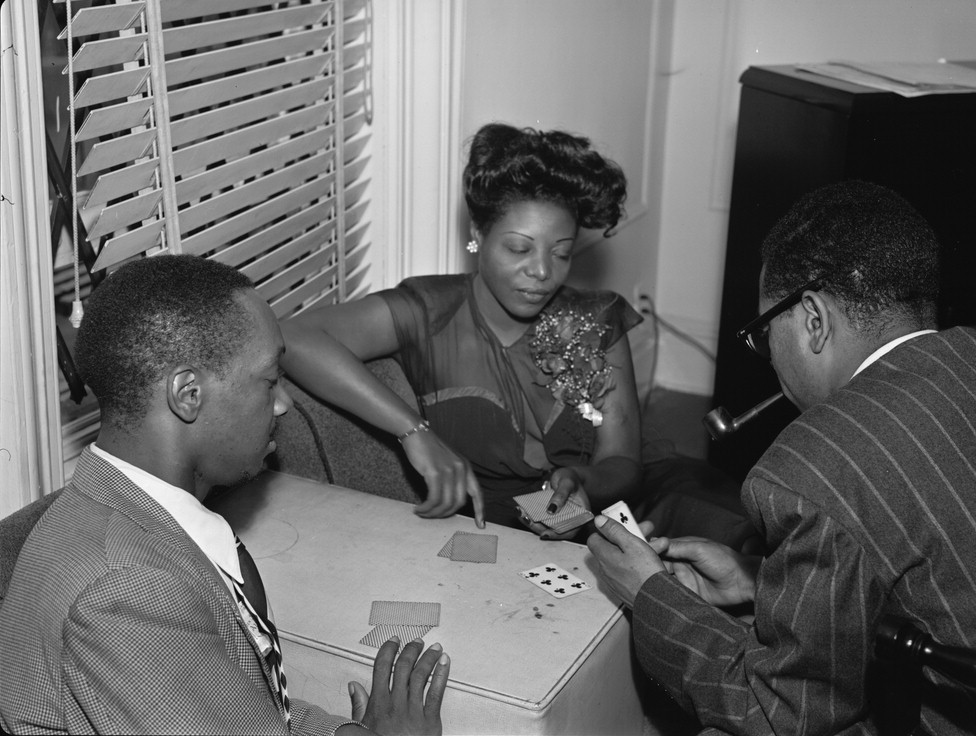
Тэд Демерон, Мэри Лу Уильямс и Диззи Гиллеспи в кваритре Уильямс, ок. июнь 1946

### В качестве солиста или одного из солистов
- 1948: The Dameron Band (Featuring Fats Navarro) (Blue Note)
- 1949: Anthropology (Spotlite)
- 1949: Cool Boppin´ (Fresh Sound) с Майлзом Девисом, Каем Виндингом, Сахибом Шихабом и Кенни Кларком
- 1949: The Miles Davis and Dameron Quartet in Paris — Festival International du Jazz, May 1949 (Columbia; issued on LP, 1977)
- 1953: A Study in Dameronia (Prestige)
- 1956: Fontainebleau (Prestige)
- 1956: Mating Call with John Coltrane (Prestige)
- 1962: The Magic Touch (Riverside)
- 1995: The Complete Blue Note and Capitol Recordings of Fats Navarro and Tadd Dameron (Blue Note; переиздание альбома 1948 года)